# Liste der Baudenkmäler im Bonner Ortsteil Geislar
Die folgende Liste enthält in der Denkmalliste ausgewiesene Baudenkmäler auf dem Gebiet des Bonner Ortsteils Geislar im Stadtbezirk Beuel.
Hinweis: Die Reihenfolge der Denkmäler in dieser Liste orientiert sich an den Straßennamen und ist alternativ nach Hausnummern, Denkmallistennummer oder Bezeichnung sortierbar.
Basis ist die offizielle Denkmalliste der Stadt Bonn (Stand: 15. Januar 2021), die von der Unteren Denkmalbehörde geführt wird. Grundlage für die Aufnahme in die Denkmalliste ist das Denkmalschutzgesetz Nordrhein-Westfalens.
| Bild           | Bezeichnung                      | Lage                                   | Beschreibung                      | Bauzeit                                     | Eingetragen seit | Denkmal- nummer |
| -------------- | -------------------------------- | -------------------------------------- | --------------------------------- | ------------------------------------------- | ---------------- | --------------- |
| weitere Bilder | „Abts-Hof“                       | Abtstraße 34 Karte                     | vierflügelige Backstein-Hofanlage | spätes 19. Jahrhundert, 1890 (Wohnhaus)     |                  | A 752           |
| weitere Bilder |                                  | Geislarstraße 99 Karte                 |                                   |                                             |                  | A 1601          |
| weitere Bilder | Steinwegekreuz Geislar 1705      | Geislarstraße (99) / Hammstraße Karte  | Gemeindekreuz                     | 1705                                        |                  | A 3320          |
| weitere Bilder |                                  | Oberdorfstraße 3 Karte                 | Fachwerkhaus                      |                                             |                  | A 3097          |
| weitere Bilder | Pfarrkirche „St. Joseph“ Geislar | Oberdorfstraße 20d Karte               |                                   | 1900–1901, um 1930 (Erweiterung zur Kirche) |                  | A 3622          |
| weitere Bilder | Steinwegekreuz Geislar 1735      | Oberdorfstraße/Abtstraße Karte         |                                   | 1735                                        |                  | A 3321          |
| weitere Bilder | Steinwegekreuz Geislar 1723      | Oberdorfstraße (3) / Bergergasse Karte |                                   | 1723                                        |                  | A 3319          |